# Casa della cultura (Palmi)
La Casa della cultura "Leonida Repaci" è un moderno edificio polifunzionale ubicato a Palmi, nel quale hanno sede:
- La Pinacoteca Leonida ed Albertina Repaci;
- Il Museo di etnografia e folclore Raffaele Corso;
- La Biblioteca comunale Domenico Topa;
- L'Antiquarium Nicola De Rosa;
- Il Museo musicale Francesco Cilea e Nicola Antonio Manfroce;
- La Gipsoteca Michele Guerrisi;
- La Sezione di Archivio di Stato di Palmi;
- L'auditorium comunale.

Gli spazi esterni sono caratterizzati da un ampio giardino dove sono collocate sculture in bronzo, due austere colonne d'età romana (provenienti dal sito archeologico dell'antica Tauriana) e una copia dell'antica Fontana della Palma.

## Storia
La costruzione iniziò nel 1968 per volontà dell'amministrazione comunale del tempo e sotto gli auspici dell'onorevole Giacomo Mancini, allora Ministro dei lavori pubblici. L'edificio venne inaugurato il 17 gennaio 1982 e intitolato allo scrittore palmese Leonida Repaci nel novembre del 1984. La struttura ha una superficie di oltre 2.000 m² e la sua costruzione fu finanziata dall'assessorato ai Lavori Pubblici della Regione Calabria, progettata da tecnici del Provveditorato delle Opere Pubbliche di Catanzaro e realizzata da maestranze reggine.

## Pinacoteca Leonida ed Albertina Repaci
La pinacoteca "Leonida ed Albertina Repaci" conserva oltre 200 opere d'arte donate dallo scrittore Leonida Repaci e dalla moglie Albertina alla città di Palmi. La preziosa collezione è, ad oggi, una delle più importanti pinacoteche d'arte moderna e contemporanea dell'Italia meridionale.
Molte sono le opere di artisti importanti conservate nella pinacoteca, fra questi vi sono Édouard Manet, Guercino, Tintoretto, Renato Guttuso, Giovanni Fattori, Amedeo Modigliani e Jean-Baptiste Camille Corot.
Nel 2014 la pinacoteca ha aggiunto alla propria collezione alcuni quadri di valore appartenuti al senatore Emilio Argiroffi, donati al comune di Palmi dalla sorella del parlamentare.

### Opere
Dipinti
- Albertina Repaci, Primo Conti;
- Animali, Primo Conti;
- Arciere, Gianni Dova;
- Buttero a cavallo, Giovanni Fattori;[6]
- Cimitero carsico, Lorenzo Viani;
- Città del Messico, Michele Cascella;
- Città, Umberto Boccioni;[6]
- Cleopatra che si fa mordere dall'aspide, Guercino;[6]
- Conchiglia, Luigi Bartolini;
- Conchiglia, Mario Marcucci;
- Convivio, Lamberto Ciavatta;
- Corrida, Sergio Canevari;
- Crocefisso, Dolores Puthod;[9]
- Crocefisso, Dolores Puthod;[9]
- Donna con frutta, Carlo Levi;
- Donna con ventaglio, Leonida Repaci;
- Donna con ventaglio, Achille Funi;
- Donna negra, Giuseppe Biasi;
- Donna negra, Giuseppe Biasi;
- Figura femminile, Renato Guttuso;[6]
- Figura femminile, Édouard Manet;
- Figura femminile, Amedeo Modigliani;[6]
- Figura femminile, Primo Conti;
- Figura femminile, Bruno Calvani;
- Figura femminile, Lorenzo Viani;
- Figura femminile, Domenico Cantatore;
- Figura femminile nuda, Bruno Calvani;
- Figura femminile nuda, Pericle Fazzini;
- Figura femminile nuda, Pericle Fazzini;
- Figura femminile nuda, Ugo Attardi;
- Figura maschile, Primo Conti;
- Figure mitologiche, Giorgio De Chirico;
- Figure femminili, Mario Marcucci;
- Figure femminili, Mario Marcucci;
- Figure femminili, Pericle Fazzini;
- Gallo, Filippo de Pisis;
- Incisione, Tintoretto;[10]
- Inglese, Lorenzo Viani;
- Isola di San Giorgio, Arturo Martini;
- La Vergine, Bertoloni;
- Lavoro, Mario Sironi;
- Leonida Repaci, Primo Conti;
- Leonida Repaci, Gregorio Sciltian;
- Les Chausson de Carmen, Dolores Puthod;[9]
- Madre del popolo, Corrado Cagli;
- Maschere, Pino Zuffi;
- Maternità, Lorenzo Viani;
- Maternità, Lorenzo Viani;
- Natura morta, Ezio D'Errico;
- Natura morta, Gino Parenti;
- Natura morta, Arturo Tosi;
- Natura morta, Mario Marcucci;
- Oasi, Romano Gazzerra;
- Paesaggio, Édouard Manet;[6]
- Paesaggio ad olio, Jean-Baptiste Camille Corot;[6]
- Repaci volante, Romano Gazzerra;
- Ritratto d'uomo, Lorenzo Viani;
- Ritratto d'uomo, Lorenzo Viani;
- Ritratto d'uomo, Corbellini;
- Ritratto d'uomo di profilo, Lorenzo Viani;
- Ritratto di negro, Giuseppe Biasi;
- Studio di nudo, Bruno Calvani;
- Uomo che legge il giornale, Lorenzo Viani;

Sculture
- Cavallo, Marino Mazzacurati;
- Deposizione di Cristo sulla croce, Alessandro Monteleone;
- Donna che pedala, Emilio Greco;
- Donna con ventaglio, Giuseppe Rito;
- F. Blanc, Giacomo Manzù;
- Figura femminile, Emilio Greco;
- Figure femminili, Giuseppe Rito;
- Figure femminili, Arturo Martini;
- Figure maschili, Marino Mazzacurati;
- Leonida Repaci, Bruno Calvani;
- Leonida Repaci, Assan Peikov;
- Leonida Repaci, Alessandro Monteleone;
- Leonida Repaci, ignoto;
- Leonida Repaci, Emilio Greco;
- Leonida Repaci, Francesco Lamonaca;
- Testa, Angelo Canevari;

## Museo di etnografia e folklore Raffaele Corso
Il museo etnografico fu fondato nel 1955 su iniziativa di Antonino Basile, Nicola De Rosa, Giuseppe Pignataro, Luigi Lacquaniti, Francesco Salerno, Francesco Cipri e Antonino Nasso, e venne collocato all'interno di Palazzo San Nicola. Trasferito nel 1984 nella Casa della cultura, il museo al suo interno custodisce oggetti della quotidianità, della fede, e del folclore della Calabria, divisi in sezioni quali: il ciclo dell'anno, il ciclo della vita umana, l'agricoltura, la marineria, la religiosità popolare, i costumi e l'arte popolare.
Il museo è stato riconosciuto di importanza internazionale dall'UNESCO e, nel suo genere, è il più importante dell'Italia meridionale.

### Opere

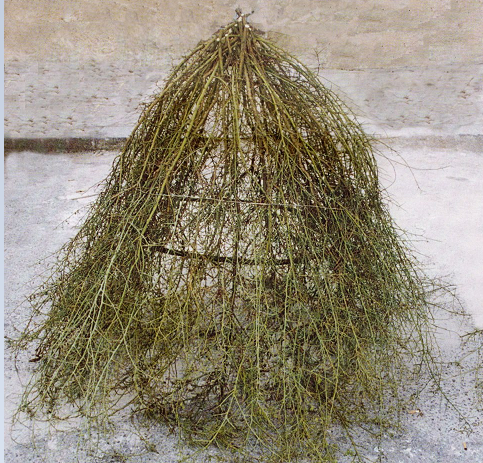
Modello di Spalas usata durante la processione di San Rocco a Palmi.

- duplicato, in scala ridotta, del carro votivo della Varia di Palmi;
- cappe di spine, chiamate spalas, usate nella processione di San Rocco a Palmi;[11]
- ex-voto in cera usati nella festa di San Rocco a Palmi, ed in altre feste di Oppido Mamertina e Laureana di Borrello;
- ex-voto in pane;[11]
- antica copia in cartapesta, risalente al XIX secolo, dei Giganti di Palmi "Mata e Grifone", personaggi legati alla tradizione popolare locale;
- collezione di pastori per presepe, in costumi calabresi, realizzati in terracotta colorata nel XIX secolo;[6][11]
- ceramiche popolari in argilla rossa e bianca (orcioli, brocche, tegami, focolari);[11]
- collezione di 750 conocchie in legno, intagliate e scolpite, provenienti da tutta la Calabria;[11]
- maschere apotropaiche provenienti da Seminara, Nicotera e Limbadi;[14]
- paracarri antropomorfi in granito del XVII secolo, detti babaluti;[11]
- oggetti della passione di Cristo di Nocera Terinese[11];
- pannelli con campioni di tessuto, provenienti da tutta la Calabria;[11]
- bastoni da pastore, degli oggetti vari per la caccia, ed delle fiocine per la pesca del pesce spada;[6]
- arnesi in legno per la lavorazione del latte;[11]
- lumi ad olio in terracotta, delle lumiere in rame, delle lampade in ferro per frantoi, provenienti da tutta la Calabria;[11]
- anfore murali policrome provenienti da Seminara;[11]
- stampi in legno per dolci nuziali;[11]
- mattarello legno, del 1848, scolpito e proveniente da Oppido Mamertina e dei mestoli lavorati a mano;[11]
- cucchiai in legno ed osso scolpiti da pastori;[11]
- collari, finemente intarsiati, per capre e pecore;[11]
- mestoli lavorati a mano ed una fiaschetta in legno, scolpita nell'Aspromonte;[11]
- strumenti musicali, tra i quali una cetra in legno, zufoli di canna e legno, scacciapensieri ed una zampogna.[14]

## Biblioteca comunale Domenico Topa
La biblioteca Comunale "Domenico Topa" di Palmi venne istituita nel 1890, per volontà di alcune personalità tra le quali l'onorevole Rocco De Zerbi. La struttura fu distrutta dal terremoto del 1908 e dalla prima guerra mondiale, pertanto venne ricostruita nel 1927 quando venne nominato direttore Luigi Lacquaniti. La biblioteca venne collocata nel 1932 all'interno del nuovo Palazzo San Nicola, ed il direttore della struttura chiese, ad alcuni intellettuali dell'epoca, di contribuire alla ricostruzione della biblioteca donandole dei volumi. Tale appello venne accolto da Francesco Cilea, Benedetto Croce, Francesco Pentimalli e Leonida Repaci. Nel 1943 venne approvato uno statuto di regolamento della biblioteca e, in quello stesso anno, la struttura si arricchì di una donazione fatta dal paletnologo Domenico Topa, a cui venne intitolata in seguito la biblioteca. La donazione di Domenico Topa era costituita essenzialmente da volumi sulla storia della Calabria e da un "fondo antico" comprendente volumi del XVI secolo, del XVII secolo e del XVII secolo, tra cui una copia del "Codice Purpureo" di Rossano. Nel 1982 la biblioteca venne spostata dai piccoli locali di Palazzo San Nicola alla sua attuale sede della Casa della cultura. Nel 2014 la biblioteca ha aggiunto altri 2.000 volumi, risalenti al XVI secolo ed al XVIII secolo ed appartenuti al senatore Emilio Argiroffi, donati al comune di Palmi dalla sorella del parlamentare.
Oggi la biblioteca è dotata di circa 122.000 volumi ed è uno dei 12 Distretti Bibliotecari della Calabria. Le sezioni in cui è suddivisa la biblioteca sono le seguenti:
- Sezione "Francesco Cilea", con volumi sulla musica e sulla storia della musica;
- Sezione "Marta Remte Guerrisi", con volumi sull'arte e sulla storia dell'arte;
- Sezione "Guglielmo Romeo", con volumi sulla narrativa, sulla saggistica e con le enciclopedie;
- Sezione "Francesco Antonio Repaci", con volumi sull'economia e sulla scienza delle finanze;
- Sezione "Leonida Repaci", con volumi sulla letteratura, sull'arte e sulla saggistica;
- Sezione "Domenico Zappone", con volumi sulla letteratura contemporanea;
- Sezione "Attilio Zagari", con volumi sulla letteratura italiana, sulla letteratura latina e sulla letteratura greca;
- Sezione "Antonino Basile", con volumi sull'etnografia, sulle tradizioni popolari e sul folklore;
- Sezione "Domenico Antonio Cardone", con volumi sulla filosofia, sulla storia della filosofia e sulla religione.

La biblioteca inoltre è dotata di:
- un'emeroteca, nella quale sono conservati i quotidiani e le riviste editi a Palmi tra i primi dell'Ottocento e i primi del Novecento;[15]
- una videoteca comprendente tematiche diverse, dal teatro di Carlo Goldoni, Luigi Pirandello, Eduardo De Filippo, alla storia con documenti originali sulla prima e seconda guerra mondiale, all'ecologia con documentari curati dal WWF, all'arte con filmati su opere artistiche e tecniche del restauro ed, infine, a cortometraggi geografici. La videoteca conserva inoltre un filmato sulla città di Palmi, girato dopo il terremoto del 1908;[15]
- una mediateca che fornisce l'accesso gratuito ad internet.[19]

## Antiquarium Nicola De Rosa
Nell'antiquarium "Nicola De Rosa" sono custoditi dei reperti provenienti dall'antica città di Tauriana, in un periodo compreso dal V secolo a.C. all'XI secolo, oggetti ritrovati sui fondali del mare lungo la Costa Viola, materiali riferiti all'età del bronzo (provenienti dalla Grotta della Pietrosa di Palmi o da rinvenimenti sporadici nel territorio), e materiale proveniente dall'area del Complesso di San Fantino e dalla località di Scinà, dove sorgeva una villa con la sua necropoli. Queste ultime due zone costituiscono il nucleo più consistente di materiale dell'antiquarium. Le epigrafi delle aree sepolcrali di San Fantino e di Scinà sono riferibili sia alla frequentazione pagana (I secolo d.C.-III secolo) che a quella cristiana (IV secolo-V secolo).
Dai fondali del Lido di Palmi provengono le opere più importante dell'antiquarium è cioè un busto dell'imperatore Adriano, copia postuma e forse locale eseguita tra il 135 ed il 140 d.C., e due statue acefale di età ellenistica.

### Opere
Opere provenienti da Tauriana, nel dettaglio:
- capitelli ionici e corinzi;
- urne cinerarie;
- lucerne;
- iscrizioni funerarie;
- ancore;
- monete;
- statuette in marmo;
- anfore;
- iscrizioni incise sul marmo, che avvalorano un insediamento cristiano a Tauriana ai tempi in cui San Paolo di Tarso si recò a Reggio Calabria.

Opere provenienti dalla Grotta della Pietrosa
Opere provenienti dall'area del Complesso di San Fantino, nel dettaglio:
- ceramica a vernice nera;
- colli di anfore greco-italiche (I secolo a.C.-III secolo a.C.);
- skyphoi;
- patere;
- lucerne (I secolo a.C.);
- frammenti di ceramica di età romana;[20][22]
- monete di epoca romana;
- colonne ed elementi architettonici in marmo con decori vegetali;[23]
- laterizi da costruzione con bollo impresso;[24]
- capitelli corinzi in marmo, di età romano-imperiale.[20]

Opere provenienti dalla necropoli di Scinà, nel dettaglio:
- vasellame acromo;
- oggetti in bronzo;
- monete di età tardo-imperiale;
- vasellame da mensa in sigillata africana (I secolo d.C.-IV secolo).

Opere provenienti dai fondali del Lido di Palmi, nel dettaglio:
- contenitori di uso comune;
- anfore da trasporto massaliote e bizantine (V secolo-VII secolo);
- ancore;
- contromarre;
- ceppi di ancore in piombo.[21]

## Museo musicale Francesco Cilea e Nicola Antonio Manfroce
Nel museo musicale "Francesco Cilea e Nicola Antonio Manfroce", inaugurato nel 1962 presso Palazzo San Nicola e trasferito in seguito nella Casa della cultura, è collocato un gran numero di materiale che testimonia l'intensa attività artistica dei due musicisti nativi di Palmi. Il museo raccoglie spartiti, bozzetti di scena, manoscritti e documenti relativi all'attività del maestro Francesco Cilea. Importante è anche l'epistolario dell'artista, che consta di circa 5.000 lettere, e la documentazione fotografica della vita di Cilea. La struttura conserva inoltre alcune miniature eseguite da Michele Cilea, fratello del maestro, ed uno spazio dedicato all'altro compositore palmese, Nicola Antonio Manfroce, nel quale è conservata la quasi totalità dell'intera produzione dell'artista.
Completano il museo una biblioteca musicale, dei libretti d'opera, dei dischi e dei cimeli nonché ritratti e fotografie con dedica di artisti internazionali quali Gioachino Rossini, Wolfgang Amadeus Mozart, Giacomo Puccini e Arturo Toscanini.

### Opere

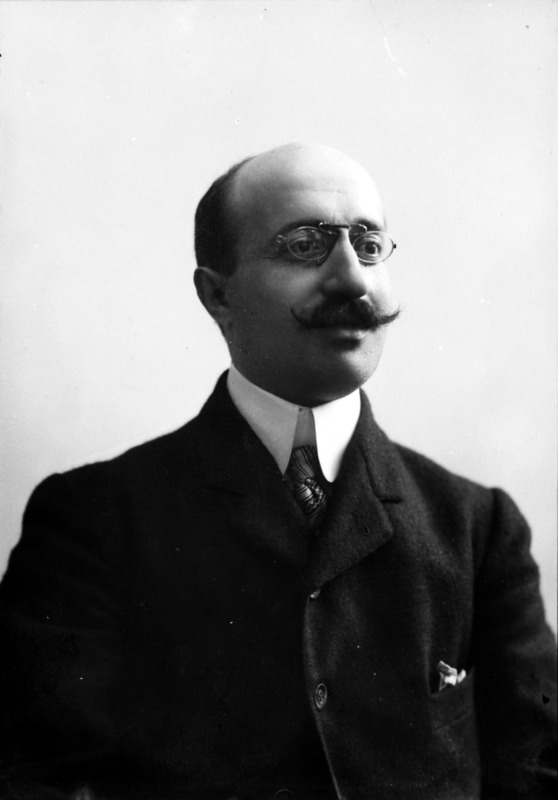
Ritratto di Francesco Cilea.

- Bozzetti di scena di Francesco Cilea;[14]
- Cimeli di Vincenzo Bellini;[12]
- Documentazione fotografica della vita di Francesco Cilea;[25]
- Epistolario (circa 5.000 lettere) di Francesco Cilea;[29]
- Fotografia con dedica di Giacomo Puccini;[12]
- Fotografia con dedica di Jules Massenet;[29]
- Fotografia con dedica di Arturo Toscanini;[29]
- Fotografia con dedica di Ebe Stignani;[12]
- Fotografia con dedica di Francesco Florimo;[12]
- Intera produzione di Nicola Antonio Manfroce;[12]
- Manoscritti di Francesco Cilea;[14]
- Miniature e ritratti di Francesco Cilea, realizzati dal fratello[25] e da Michele Guerrisi;[12]
- Nastri di fine Ottocento dipinti a mano;[12]
- Ritratto di Gioachino Rossini;[29]
- Ritratto di Wolfgang Amadeus Mozart;[29]
- Ritratto di Vincenzo Bellini;[29]
- Ritratto di Giacomo Meyerbeer;[12]
- Ritratto di Christoph Willibald Gluck;[29]
- Ritratto di Francesco Cilea;[29]
- Ritratto di Nicola Antonio Manfroce;[29]
- Ritratto in bronzo di Nicola Antonio Manfroce realizzato da Michele Guerrisi;[12]
- Scultura in terracotta di Giuseppe Verdi "curvo su uno spartito", opera di Vincenzo Gemito;[29]
- Spartiti di Francesco Cilea.[14]

## Gipsoteca Michele Guerrisi
La gipsoteca "Michele Guerrisi", inaugurata nel 1960 presso Palazzo San Nicola e trasferita in seguito nella Casa della cultura, è una sezione del complesso museale che accoglie i calchi in gesso delle opere (statue e ritratti) di ispirazione classica dello scultore Michele Guerrisi, nonché i suoi ritratti e bozzetti. Gli originali in bronzo dei calchi sono opere di patrimoni privati o dei monumenti che si trovano sparsi per il territorio nazionale. La sezione conserva un totale di 78 scultore attribuibili al Guerrisi. La gipsoteca conserva degli acquerelli dello stesso autore, donati al Comune di Palmi dalla moglie Marta Rempte. Inoltre nella struttura sono collocate alcune sculture realizzate da Francesco Jerace, Vincenzo Jerace, Nicola Gullì, Alessandro Monteleone ed alcune tele di Antonio Cannata, Attilio Zagari e Giuseppe Palumbo.

## L'auditorium comunale
L'auditorium comunale è ospitato al piano terra dell'edificio ed è sede di concerti, conferenze, convegni, congressi, incontri, riunioni e dibattiti nonché di iniziative aventi finalità culturali patrocinate dal comune di Palmi o da altre istituzioni pubbliche. La sua capienza è di 260 spettatori. Tra gli appuntamenti culturali vi sono:
- il Concorso Nazionale di Esecuzione Musicale per Flauto e Musica d'insieme "Francesco Cilea";
- il Premio letterario "Palmi".